# Рипли (Охајо)
Рипли (енгл. Ripley) град је у америчкој савезној држави Охајо.

## Демографија
По попису из 2010. године број становника је 1.750, што је 5 (0,3%) становника више него 2000. године.
| Група             | 2000.         | 2010.         |
| Белци             | 1.592 (91,2%) | 1.613 (92,2%) |
| Афроамериканци    | 116 (6,6%)    | 86 (4,9%)     |
| Азијати           | 3 (0,2%)      | 3 (0,2%)      |
| Хиспаноамериканци | 12 (0,7%)     | 8 (0,5%)      |
| Укупно            | 1.745         | 1.750         |